# István Pelle
István Pelle (Budapest, Imperi Austrohongarès, 26 de juliol de 1907 - Buenos Aires, Argentina, 6 de març de 1986) fou un gimnasta artístic hongarès, guanyador de quatre medalles olímpiques.

## Biografia
Va néixer el 26 de juliol de 1907 a la ciutat de Budapest, que en aquells moments era la capital de l'Imperi Austrohongarès i que avui dia és la capital d'Hongria. Va morir el 6 de març de 1986 a la ciutat de Buenos Aires, capital de l'Argentina.

## Carrera esportiva
Va participar, als 20 anys, als Jocs Olímpics d'Estiu de 1928 realitzats a Amsterdam (Països Baixos), on va finalitzar desè en la prova masculina per equips, dissetè en la prova de barres paral·leles i vint-i-dosè en la prova individual com a resultats més destacats.
En els Jocs Olímpics d'Estiu de 1932 realitzats a Los Angeles (Estats Units) va aconseguir guanyar quatre medalles olímpiques: la medalla d'or en la prova d'exercici de terra i cavall amb arcs, i la medalla de plata en la prova individual i en la prova de barres paral·leles. Així mateix aconseguí finalitzar quart en la prova per equips i de tumbling, així com sisè en la prova de salt sobre cavall, aconseguint sengles diplomes olímpics.
En els Jocs Olímpics d'Estiu de 1936 realitzats a Berlín (Alemanya nazi) finalitzà setè en la prova d'equips, dotzè en al prova de barres paral·leles, dissetè en la prova de cavall amb arcs i divuitè en la prova individual com a resultats més destacats.
Al llarg de la seva carrera aconseguí una medalla d'or en el Campionat del Món de gimnàstica artística.